# アルメニア議会銃撃事件
アルメニア議会銃撃事件（アルメニアぎかいじゅうげきじけん、アルメニア語: Հոկտեմբերի 27-ի ահաբեկչական գործողություն）は、1999年10月27日にアルメニアで発生したテロ事件である。アルメニア国内では単に「10月27日」（アルメニア語: Հոկտեմբերի 27）と呼ばれる。
10月27日夕方、エレバンの国民議会ビルに侵入した5人の男が、議場内で政治家たちに発砲した。これによって首相のヴァズゲン・サルキシャンや議長のカレン・デミルチャンを含めた8人が死亡し、30人以上の負傷者が発生した。翌日に犯人らは投降し事件は解決したが、これを機に大統領であったロベルト・コチャリャンの政治力は大きく増してゆくこととなる。その後の捜査ではコチャリャンが事件に関与していた可能性も示されたが、確たる証拠は挙がらなかった。しかし、以降も事件の背後関係をめぐっては数々の陰謀論が囁かれている。

## 経過

### 襲撃
1999年10月27日の17時15分頃、エレバンに在する国民議会ビルに、元ダシュナク党党員であるジャーナリストのナイリ・フナニアン (ru) を中心とした5人の男が押し入った。男たちのうち2人はフナニアンの兄弟とおじであった。襲撃者らはロングコートの下に隠し持っていたAK-47を、質疑応答が行われていた議場へ向けて発砲した。これによって32名の負傷者が発生し、以下8名の政治家が命を落とした。
- ヴァズゲン・サルキシャン - 首相

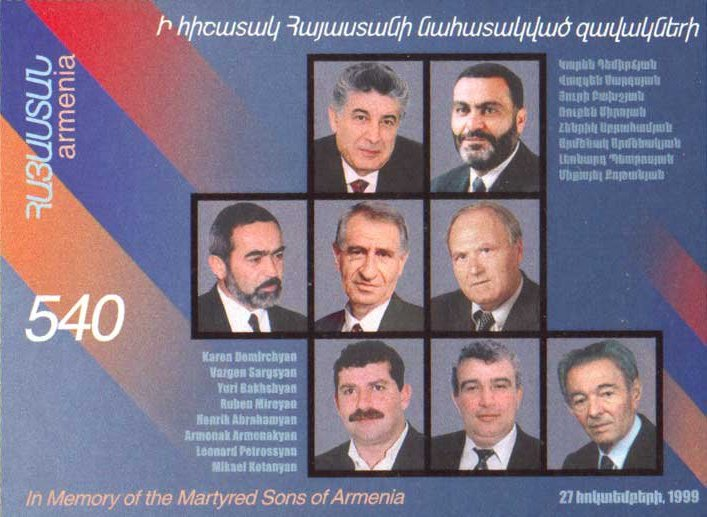
犠牲者たちを記念した2000年の葉書
1段目：デミルチャン / サルキシャン
2段目：バフシアン / ミロヤン / アブラハミアン
3段目：アルメナキアン / ペトロシアン / コタニアン

- レオナルド・ペトロシャン（英語版） - 非常事態担当相
- カレン・デミルチャン（英語版） - 議長
- ユーリー・バフシアン (ru) - 副議長
- ルベン・ミロヤン (ru) - 副議長
- ヘンリク・アブラハミアン (ru) - 議員
- アルメナク・アルメナキアン (ru) - 議員
- ミカエル・コタニアン (hy) - 議員

襲撃者らは、自らの行為をクーデターであると主張した。それは「愛国的」で「国家のセンスを取り戻すために必要な」行為であったという。襲撃者らは、政府が「国民の生き血をすする」輩であり、「彼らが国家に対して行ってきたへの罰を与えたかった」と語った。アルメニアは彼らのせいで「破滅的状況」に陥り、「腐敗役人ども」はそれに対して何らの対策も講じてこなかった、と主張した。
襲撃者らの標的は首相のサルキシャンであり、他の死亡者は意図せず発生したものだとされる。銃撃を目撃した記者によると、襲撃者の1人がサルキシャンのもとへ近付いて「俺たちの血を飲まれるのはもう沢山だ」と言った時、サルキシャンは「すべては君と君の子供たちの将来のためだ」と落ち着いて答えたという。そして、サルキシャンは数回撃たれた。目撃者であるジャーナリストのアンナ・イスラエリアンは、最初の発砲は1、2メートルの至近距離からのもので、サルキシャンには生き残るチャンスはなかった、と語っている。銃撃後、サルキシャンとデミルチャンの遺体は現場に入ることを許されたカメラマンによって記録された。

### 籠城と投降
事件直後から、議会ビルの面するバグラミャン大通り (en)  には数百名の警察官と兵士、そして2両の装甲兵員輸送車が配備された。救急隊が現場に急行し、大統領のロベルト・コチャリャンも周辺の治安部隊の指揮を執った。ロシアから派遣されたテロ対策部隊も現地に投入された。襲撃者らはビル内に50人の人質を取って立て籠もり、ヘリコプターの調達と国営放送での政治声明の放送を要求した。
コチャリャンはテレビ放送で、当局は事態を掌握していると語った。スポークスマンも早い段階で、事件をごく小さなグループによるほぼ個人的なテロと位置付け、その対象も議会ビルのみに留まっていると述べた。コチャリャンと襲撃者らの間で交渉が行われ、コチャリャンは彼らの身の安全と公正な裁判を受ける権利を保障した。そして事件から17、8時間が経過した 翌28日の朝、襲撃者らは人質を解放し投降した。
28日から、コチャリャンは3日間の服喪を宣言した。犠牲者たちの葬儀は、30日と31日に国葬で営まれ、彼らの遺体はエレバン・オペラ劇場に安置された。葬儀には、ロシア首相のウラジーミル・プーチンやグルジア大統領のエドゥアルド・シェワルナゼを含めた30か国からの高官が参列し、全アルメニアのカトリコスであるガレギン2世とキリキア聖座のアラム1世により犠牲者たちに祈りが捧げられた。

### 調査と裁判
5人の襲撃者らは、国家の毀損を試みたテロリストとして10月29日に起訴された。主任軍事検察官を務めたガギク・ジャンギリアンは、5人の裁判が開始された後も、事件調査団を率いてさらなる首謀者の捜査を継続したという。調査団は十数通りの仮説を検討したとされ、そして2000年1月までに調査団は、襲撃者らとコチャリャンとの間に人脈的繋がりがあると結論付けた。これにより、大統領副顧問のアレクサン・ハルチュニアンや、公共放送「アルメニア公共テレビ」副社長のハルチュン・ハルチュニアンを含めたコチャリャンの側近らが逮捕されたが、彼らはいずれも夏までに釈放された。
最終的に、ジャンギリアンは事件にコチャリャンが関与したという決定的な証拠を発見することができなかった。調査は7月12日に終了し、裁判は翌2001年2月15日にエレバンで、ケントロンとノルク＝マナシュの地区裁判所で開始された。コチャリャン周辺の疑惑については証拠不十分として立件されず、5人の被告人には2003年12月2日にいずれも終身刑が言い渡された。

### 影響
1999年の6月初頭から10月末にかけて、アルメニアの政治はヴァズゲン・サルキシャンとデミルチャンの2人によって主導されており、その影響は軍部から立法府と行政府にまで及んでいた。しかし、2人の暗殺は政界のバランスを破壊し、アルメニアの政治には数か月間の混沌状態が訪れた。2000年度の人間開発報告書においては、事件は「経済、政治、社会などを含めた国家のすべての面に長く悪影響を残し続けるように感じられ」、人間開発にもさらなる後退をもたらすと、述べられている。国際社会からの不信は外貨の流出を招き、ヴァズゲン・サルキシャンとデミルチャンによる事実上の二頭政治となっていた権力は、コチャリャン一人のもとへと移っていった。
後任議長にはアルメニア人民党 (en) からアラム・ハチャトリアンが選出され、首相の後任にはヴァズゲンの弟であるアラム・ザヴェニ・サルキシャンが指名された。しかし、2000年5月にアラム・サルキシャンは「職務不適格」を理由として罷免され、後任には共和党からアンドラニク・マルカリャンが就任した。デミルチャンとヴァズゲン・サルキシャンには、死後にアルメニア国民英雄の称号が与えられた。
コチャリャンは議会の反対派による弾劾要求を退けることに成功し、徐々に権力を自身の周辺へ集めていった。しかし、2002年8月の世論調査では人気においてステパン・デミルチャン (en)、アルタシェス・ゲガミアン、テル＝ペトロシャンの3人に劣っており、支持は極めて低いレベルにとどまった。2009年には、ユーリー・バフシアンの未亡人にして「遺産」党所属の議員であるアナヒト・バフシアン (ru) が、「コチャリャンは体制を全体主義へと移行させることに事件を利用した」と述べている。

## 各国の反応
- アルメニア本国 - 事件直後の10月30日と31日にアルメニア科学アカデミー社会学研究所が行った世論調査に対し、回答者の56.9パーセントが、事件は国家としての地位や国家体制に対する犯罪であると語った[38]。
- アメリカ合衆国 - 大統領のビル・クリントンは、事件を「無分別な行為」であると非難し、「アルメニアの人々や指導者たちが、事件の犠牲者たちによって極めて勇敢に具体化されてきた原則を構築し続けられるよう」、アルメニアに対するアメリカの援助を一新すると述べた[6][39]。11月17日、下院は事件に対する追悼決議を可決した[40]。
- イギリス - 外務省のスポークスマンは、「これは明らかに、1991年に独立を獲得して以来、民主主義を構築するために努力を続けてきたアルメニアに対する恐ろしい打撃である。我々はテロリズムを容認しない」とコメントした[41]。
- イラン - 副大統領のハサン・ハビビ（英語版）は、テヘランのアルメニア大使館を訪問し、哀悼の意を記帳した[42]。
- オーストラリア - 外務大臣（英語版）のアレクサンダー・ドウナー（英語版）は、事件を非難するコメントを発した[43]。
- カザフスタン - 大統領のヌルスルタン・ナザルバエフはコチャリャンへ弔電を送り、この「野蛮な」行為に対し「衝撃と怒りを覚えている」と書いた[41]。そして、「この巨大な犯罪は、人々の安全、創造的労働、そして平和な生活を脅かすテロリズムに対して、我々が妥協ない闘いへ前進する努力を払うことを再び要求している」と強調した[41]。
- シリア - 人民議会議長（英語版）のアブド・アルカーディル・カドゥッラ (en) は、哀悼の意を表明した[42]。
- トルコ - 首相のビュレント・エジェヴィトは自身の懸念を表明し、「これは極めて悲しく、そして憂慮すべき事件である」と語った[41]。そして、「多くの可能性が考えられる。アゼルバイジャンとアルメニアの関係（英語版）では対話のプロセスにも希望が見え始めていたのに。この事件はそれに対する反応なのか否か、私には分からない」と付け加えた[41]。
- フランス - 大統領のジャック・シラクや首相のリオネル・ジョスパンなど、多くの人物がパリのアルメニア大使館へ弔電を送った[42]。
- ロシア - 大統領のボリス・エリツィンは、「深い怒り」と「テロリストたちの行動に対する明確な非難」を表明し、自身の「最も深い同情」と「この野蛮な行為」に苦しめられたすべての人々への哀悼の意を伝えるよう、駐アルメニア大使に指示した[41]。またエリツィンは、「どこであろうと、テロのあらゆる兆候を徹底的に抑制する必要性」を語り、「この問題について、すべての関係者と緊密に協力する」用意がロシアにはある、と強調した[41]。

## 陰謀論
襲撃者らが犯行の自発性を主張し、また、他の政治家が事件に関与したという有力な証拠も発見されなかったにもかかわらず、事件の背後関係について唱えられた陰謀論の数々は、その後のアルメニア政界に混乱をもたらした。事件直後に囁かれたのは、襲撃者らはナゴルノ・カラバフ戦争の和平交渉を妨害するよう指示されていた、との説であったが、その後10年を経て示されている証拠は、犯行はエリート政治家への恨みに根差したものであり背後関係は存在しない、というもののみである。

### コチャリャン、セルジ・サルキシャン関与説
襲撃者らとコチャリャンを結び付ける確かな証拠は発見されなかったにもかかわらず、アルメニア国内の多くの政治家・研究者は、事件にコチャリャンと国家保安相であり次代大統領のセルジ・サルキシャン（ヴァズゲンの血縁ではない）が関与していたと信じている。しかし、コチャリャンは襲撃者らとの繋がりを指摘されながらも、政治家としての力を強め、やがて最も強力な国家指導者となっていった。
初代大統領であったレヴォン・テル＝ペトロシャンは、事件の真犯人はコチャリャンとセルジ・サルキシャン、そして彼らにより築かれてきた「犯罪者の寡頭政治」のシステムである、と繰り返し主張している。2008年の大統領選挙に際しても、テル＝ペトロシャンは「セルジ・サルキシャンに投票するのはフナニアンに投票するのと同じことだ。セルジ・サルキシャンを選ぶ人間はデミルチャンとヴァズゲン・サルキシャンの神聖なる墓を冒瀆する人間だ」と明言した。事件から10周年の節目となる翌2009年には、テル＝ペトロシャン率いる議会での反対派が、「アルメニア人の大部分によって事件の首謀者と考えられている」として、コチャリャンとセルジ・サルキシャンを殺人者と非難する声明を発している。その声明では、「テロリズムはこのように、体制側が権力にしがみ付き、自身を再生するための主要な方法となった」と結ばれている。
2013年3月にはアラム・サルキシャンが、コチャリャン、セルジ・サルキシャン両政権に対する多くの疑問を表明した。アラム・サルキシャンは、多くの疑問が未解決のまま残されたために、事件の法的処理が体制に対する公衆の不信を強めたとする。そして、全容の解明は国家にとって重要事項であり、「私が彼らの政権を非難するのは、彼らが事件に責任を負っているためではなく、事件の全容を解明していないためである」と主張している。また、2009年10月に事件記念碑が議会広場に設置された際、除幕式に出席したステパン・デミルチャン（カレンの息子）も、「現政権において事件の全容解明は不可能であるが、遅かれ早かれ、国家としての尊厳をかけて、全容は暴かれる。その時になって初めて我々は、この事件を克服することができるのである」と語っている。
元エレバン市長のアルベルト・バゼヤンは、事件はコチャリャンの権力を無制限で抑制不能なものにすることを狙って引き起こされたとの結論に至った、と2002年に語っている。そして、首謀者たちはヴァズゲン・サルキシャンとデミルチャンを物理的に排除することで、コチャリャンが大統領選に勝利する下地を作ったとも指摘した。

### ロシア関与説
2005年春、元ロシア連邦保安庁（FSB）職員であったアレクサンドル・リトビネンコがアゼルバイジャンの新聞に語ったところによると、事件はロシア連邦軍参謀本部所属のロシア連邦軍参謀本部情報総局（GRU）が、ナゴルノ・カラバフ戦争の和平交渉を決裂させるために仕組んだものであるという（しかし、リトビネンコはこの告発を裏付ける何らの証拠も示していない）。
翌月に在アルメニア・ロシア大使館はリトビネンコの主張を全面的に否認し、告発はロシアの民主改革を認めない人間によるもので、アルメニアとロシアの関係を割くことを狙ったものであるとした。アルメニア国家保安委員会 (hy) もまたリトビネンコの主張を否定し、スポークスマンは「リトビネンコの主張に関連する一片の事実も、仄めかしすらも、裁判において表れたことはない」と語った。コチャリャンの国家保安担当補佐官であるガルニク・イサグリアンは、リトビネンコを「病的」と形容した。
2012年10月には、フランスで活動する亡命聖職者のアルツルニ・アヴェティシサン（またの名をテル・グリゴル）も、独立メディア「A1+」（ru）によるインタビューに答えて、事件の背後にはロシアの特殊機関がいたと主張している。翌年5月には、同じくA1+に対し、事件に関与したのはセルジ・サルキシャン、そして防衛副大臣のヴァハン・シルハニアンであると名指しした。アヴェティシサンは、事件はコチャリャンやセルジ・サルキシャンといった「新ボリシェヴィキの犯罪者一族」に権力を与えるために、FSBが手助けしたものである、と主張した。

### その他の説
カラバフ委員会首脳にして元内相、テル＝ペトロシャンの国家保安担当補佐官であったアショート・マヌチャリアンは、アルメニア当局が事件について諸外国から警告を受けていた、と2000年10月に語った。マヌチャリアンは、「アルメニアを破壊することを狙ったアメリカとフランスの特殊機関が、アルメニアでテロを巻き起こした可能性は高い」とも述べている。
また、事件の主犯となったナイリ・フナニアンは元ダシュナク党員であった。ダシュナク党側はこれについて、フナニアンは1992年に不正行為を理由に党を除名されており、以降は党とのいかなる関係も持ったことはない、と回答している。しかし、銃撃事件に党の関与を疑う声もあり、マヌチャリアンも「ダシュナク党の指導層はアメリカの外交利益のために働いている」と主張している。
事件は単なるクーデターではなく、むしろアルメニア国外からの指令を受けた暗殺であるとの主張は、デミルチャンの未亡人による2013年4月のインタビューにおいてもなされている。